# Semión Pavlichenko
Semión Alexándrovich Pavlichenko –en ruso, Семён Александрович Павличенко– (Bratsk, 11 de mayo de 1991) es un deportista ruso que compite en luge en la modalidad individual.
Ganó seis medallas en el Campeonato Mundial de Luge, en los años 2015 y 2021, y ocho medallas en el Campeonato Europeo de Luge entre los años 2015 y 2021.
Participó en dos Juegos Olímpicos de Invierno, en los años 2014 y 2018, ocupando el quinto lugar en Sochi 2014, en la prueba individual.

## Palmarés internacional
| Campeonato Mundial | Campeonato Mundial    | Campeonato Mundial | Campeonato Mundial     |
| Año                | Lugar                 | Medalla            | Prueba                 |
| ------------------ | --------------------- | ------------------ | ---------------------- |
| 2015               | Sigulda (Letonia)     | Medalla de oro     | Individual             |
| 2015               | Sigulda (Letonia)     | Medalla de plata   | Equipo                 |
| 2019               | Winterberg (Alemania) | Medalla de oro     | Equipo                 |
| 2019               | Winterberg (Alemania) | Medalla de bronce  | Individual             |
| 2019               | Winterberg (Alemania) | Medalla de bronce  | Individual (velocidad) |
| 2021               | Königssee (Alemania)  | Medalla de plata   | Individual (velocidad) |
| Campeonato Europeo |                       |                    |                        |
| Año                | Lugar                 | Medalla            | Prueba                 |
| 2015               | Sochi (Rusia)         | Medalla de oro     | Individual             |
| 2015               | Sochi (Rusia)         | Medalla de plata   | Equipo                 |
| 2017               | Königssee (Alemania)  | Medalla de oro     | Individual             |
| 2018               | Sigulda (Letonia)     | Medalla de oro     | Individual             |
| 2018               | Sigulda (Letonia)     | Medalla de oro     | Equipo                 |
| 2019               | Oberhof (Alemania)    | Medalla de oro     | Individual             |
| 2020               | Lillehammer (Noruega) | Medalla de plata   | Individual             |
| 2021               | Sigulda (Letonia)     | Medalla de oro     | Equipo                 |